# Canton de Bischheim
Le canton de Bischheim est une ancienne division administrative française, située dans le département du Bas-Rhin et la région Alsace.

## Composition
Le canton de Bischheim a été créé en 1982 en divisant en deux le canton de Schiltigheim et comprend 2 communes : Bischheim et Hœnheim

## Représentation
| Période | Période | Identité           | Étiquette        | Qualité                                                                                              |
| ------- | ------- | ------------------ | ---------------- | --- |
| 1982    | 2015    | André Klein-Mosser | UDF-CDS puis UMP | Professeur d'économie et de gestion Maire de Bischheim (1983-2014) Vice-président du Conseil général |